# Michael Largo
Michael Largo (New York, ...) è uno scrittore statunitense.

## Biografia
Nato in una famiglia di pompieri e poliziotti (sia il nonno che il padre facevano parte del dipartimento di polizia di New York), Largo vanta la discendenza per linea materna da una delle prime famiglie olandesi che fondarono New Amsterdam (poi divenuta New York).
Largo ha avuto un'infanzia e un'adolescenza serene; al college di Staten Island si è diplomato in scienze ambientali, mentre al college di Brooklyn, in cui ha studiato insieme al poeta John Ashbery, si è diplomato in letteratura inglese, vincendo anche il Whiteside Poetry Award.
Successivamente si è trasferito nell'East Village dedicandosi all'insegnamento, alla pubblicazione di articoli su riviste letterarie e aprendo anche una galleria d'arte. Largo ha altresì aperto un locale (il St. Marks Bar & Grill), da cui è venuta l'ispirazione per il suo ultimo libro: "Genius And Heroin: The Illustrated Catalogue of Creativity, Obsession and Reckless Abandon through the Ages" (inedito in Italia). Questo bar, in origine una taverna attiva sin dagli anni Trenta del XX secolo, è diventato punto di raccolta per molti artisti bohemienne, come si vede nel video dei Rolling Stones intitolato "Waiting on a Friend".
A metà anni Ottanta, Largo ha lasciato New York per lavorare su rimorchiatori e altre imbarcazioni, sfruttando le lunghe ore solitarie presso i vari porti per leggere l'intera Enciclopedia Britannica (ammetterà poi di essere arrivato "solo" fino alla lettera U). In seguito, ha lavorato come archivista presso la compagnia Allied Artists, continuando a pubblicare brevi racconti e poesie su riviste specializzate
Nei primi anni Novanta, a causa di alcuni incidenti e alla perdita di alcuni cari, Largo si è fissato sullo studio delle diverse cause di morte negli Stati Uniti. Per raccogliere le informazioni che lo interessavano, ha viaggiato in tutto il Paese: questa esperienza è culminata nella pubblicazione di "Stecchiti & Censiti: l'enciclopedia illustrata di tutti i modi in cui si passa a miglior vita" (Antonio Vallardi Editore, 2008), che ha vinto il Bram Stoker Award nella categoria "saggistica". Successivamente ha pubblicato "The Portable Obituary: How The Famous, Rich, and Powerful Really Died" (inedito in Italia). 
Dopo aver trascorso alcuni anni in Europa per visitare i luoghi in cui numerose menti brillanti hanno vissuto e si sono alla fine auto-distrutte (frutto di tutto questo è stato il libro "Genius & Heroin"), Largo si è trasferito nelle vicinanze di Atlanta.
Tutte queste attività non hanno impedito a Largo di sposarsi ben tre volte; da questi matrimoni sono nati cinque figli.

## Opere
- Nails in Soft Wood (Piccadilly Press, 1974)
- Southern Comfort (New Earth Books, 1977)
- Lies Within (Tropical Press, 1997)
- Welcome to Miami (Tropiacl Press, 1999)
- Genius And Heroin: The Illustrated Catalogue of Creativity, Obsession and Reckless Abandon through the Ages
- The Portable Obituary: How The Famous, Rich, and Powerful Really Died (HarperCollins, 2007)
- Stecchiti & Censiti: l'enciclopedia illustrata di tutti i modi in cui si passa a miglior vita (The Portable Obituary: How the Famous, Rich, and Powerful Really Died, 2007), Avallardi Editore, 2008